# Mohammed Aslam Watanjar
Mohammed Aslam Watanjar (né en 1946 dans la province de Paktiya et mort le 24 novembre 2000 à Odessa) est un militaire et un homme politique afghan d'ethnicité pachtoune. Il joua un rôle significatif lors du coup d'État de 1978 (« Révolution de Saur ») qui résulta en la mort du président Mohammed Daoud Khan. Il devient par la suite un membre du Politburo du PDPA et contribua à l'établissement de la République démocratique d'Afghanistan soutenue par l'URSS. 
D'abord lié à la tendance Khalq du parti, il travaille ensuite avec le gouvernement de la tendance Parcham après l'invasion soviétique de décembre 1979, servant successivement de ministre des communications, de l'Intérieur et de la Défense jusqu'en 1992. Après la chute de Kaboul et du gouvernement de Mohammed Nadjibullah, il quitte le pays.
Il meurt en 2000 d'un cancer, alors qu'il était en exil à Odessa en Ukraine.